# Lamelle (Weberei)
Eine Lamelle ist in der Weberei Teil des Wächters für die Kettfäden, mit denen ein Fach gebildet wird. Der Kettfadenwächter befindet sich zwischen Streichbaum bzw. Walkbaum und letztem Schaft, die Lamellen sitzen auf den Lamellentragschiene(n). Sie werden durch die gestrafften Kettfäden angehoben, sodass sie die Schiene(n) nicht berühren. Ihre Funktion als Kettfadenwächter erfüllen sie dadurch, dass bei einem Kettfadenbruch die Lamelle des betreffenden Kettfadens aufgrund der fehlenden Spannung auf die Tragschiene fällt. Dadurch werden die sich gegeneinander bewegenden Zahnschienen des Wächters in ihrer Bewegung gehemmt oder dies erzeugt (in neueren Webmaschinen) einen elektrischen Impuls, was die Webmaschine zum sofortigen Stillstand bringt, damit der Weber den gerissenen Kettfaden anknüpfen kann.